# Herzebocholt
Herzebocholt ist ein Ortsteil der Stadt Isselburg im Kreis Borken in Nordrhein-Westfalen. Bis 1974 war Herzebocholt eine eigenständige Gemeinde.

## Geographie
Herzebocholt umfasst den östlichen Teil des Isselburger Stadtgebiets und ist eine überwiegend landwirtschaftlich geprägte Streusiedlung. Im Ortsteil Schüttenstein hat sich ein kleiner Siedlungskern gebildet. Die ehemalige Gemeinde Herzebocholt besaß eine Fläche von 7,4 km².

## Geschichte
Herzebocholt ist eine alte westfälische Bauerschaft. Seit dem 19. Jahrhundert bildete Herzebocholt eine Landgemeinde im Amt Liedern (seit 1937 Amt Liedern-Werth) des Kreises Borken. Am 1. Januar 1975 wurde Herzebocholt, das bis dahin die westlichste Gemeinde Westfalens war, durch das Münster/Hamm-Gesetz in die Stadt Isselburg eingegliedert.

## Einwohnerentwicklung
| Jahr | Einwohner | Quelle |
| ---- | --------- | ------ |
| 1818 | 268       | [ 3 ]  |
| 1858 | 245       | [ 5 ]  |
| 1871 | 240       | [ 6 ]  |
| 1885 | 282       | [ 7 ]  |
| 1910 | 303       | [ 8 ]  |
| 1925 | 283       | [ 9 ]  |
| 1939 | 326       | [ 9 ]  |
| 1950 | 426       | [ 2 ]  |
| 1974 | 345       | [ 2 ]  |
| 2010 | 255       | [ 1 ]  |

## Baudenkmäler
Die Kapelle zur Heiligen Dreifaltigkeit steht unter Denkmalschutz.

## Kultur
Ein Träger des lokalen Brauchtums ist der Bürgerschützenverein Herzebocholt.